# Peryfiza

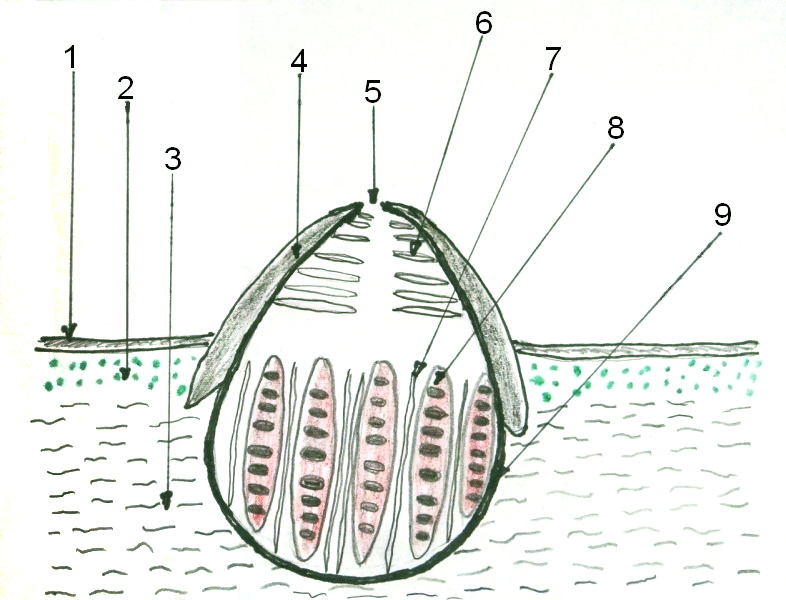
Schemat budowy częściowo zanurzonego w plesze perytecjum u porostów. 1 – kora górna, 2 – warstwa glonów, 3 – rdzeń, 4 – inwolukrelum, 5 – ostiola, 6 – peryfizy, 7 – parafizy, 8 – worki z zarodnikami, 9 – ekscypulum

Peryfizy lub peryfyzy – rodzaj krótkich i skierowanych zazwyczaj skośnie w dół strzępek, występujących w owocnikach typu perytecjum u niektórych workowców. Znajdują się w pobliżu otworku perytecjum zwanego ostiolą i częściowo zamykają ten otwór. Są jednym z elementów hamatecjum, mogą występować w owocnikach razem ze wstawkami, nibywstawkami i parafyzoidami.
Peryfizy pełnią rolę przy uwalnianiu się zarodników. Skierowują bowiem worki w stronę wierzchołka szyjki owocnika. Występowanie peryfiz i ich morfologia ma znaczenie przy oznaczaniu gatunków niektórych grzybów.

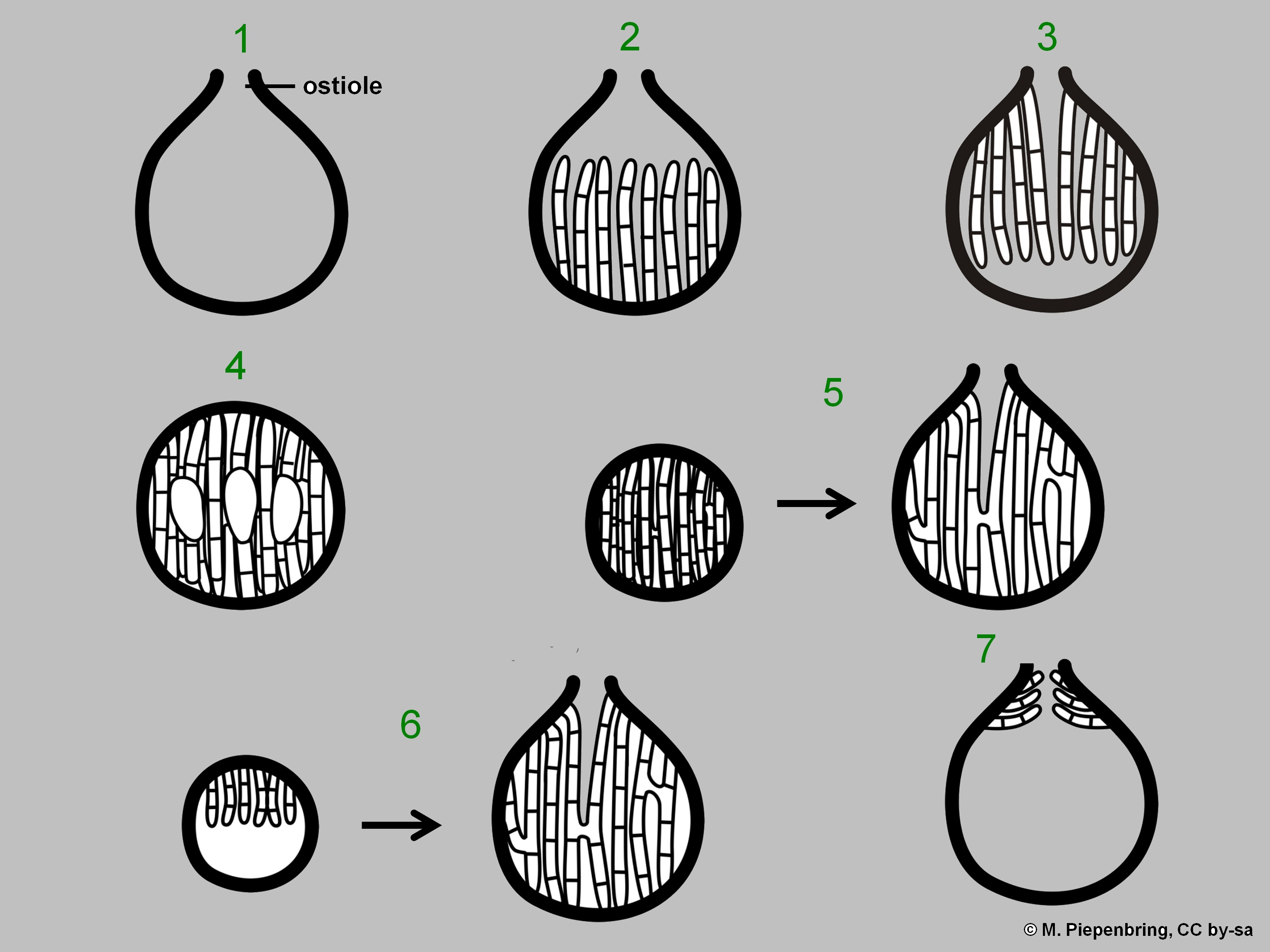
Typy hamatecjum: 1 – pusty owocnik, 2 – z parafizami, 3 – z parafizami wierzchołkowymi, 4 – ze strzępkami pseudparenchymy, 5 – z parafyzoidami, 6 – z pseudoparafizami, 7 – z peryfizami